# 貢噶寺
貢噶寺（Konga Temple），是位在台灣台南市安平區的藏傳佛教噶瑪噶舉派寺院，本尊觀世音菩薩。 

## 歷史
1979年，成立噶瑪噶居法輪中心。1992年，創建貢噶寺。1997年，第十四世達賴喇嘛首次訪台，在貢噶寺弘法並為佛像開光。
該寺開山上人貢噶老人於1997年4月11日圓寂，為臺灣首位藏密女性肉身菩薩，現安奉於新北市中和區的貢噶精舍，亦為藏密首位常住臺灣的弘法先驅。

## 脚注
1. ↑  .   [2022-02-02]. （原始内容存档于2022-02-03）.

## 外部連結
- 貢噶寺 （页面存档备份，存于）